# Yūichi Suzumoto
Yūichi Suzumoto (涼元 悠一, Suzumoto Yūichi, nascido em 13 de janeiro de 1969) é um romancista japonês, nascido em Shimizu-ku, Shizuoka, Japão, embora atualmente resida em Osaka, Japão. A partir de 2006, trabalha para a Aquaplus, conhecida por ser a empresa editora da Leaf. Antes de se juntar à Leaf, Suzumoto trabalhou na empresa editora VisualArt's como escritor de cenários para marcas sob a empresa. É notável por participar da produção de três romances visuais da Key: Air, Clannad e Planetarian: Chiisana Hoshi no Yume.

## Carreira
Após concluir o ensino médio na Escola Secundária Shitsu Shimizu East, na Província de Shizuoka, Suzumoto submeteu um romance que escreveu chamado Waga Seishun no Hokusei Kabe (我が青春の北西壁) no décimo sexto Prêmio de Romance Cobalt da Shueisha em 1991 e ganhou o primeiro lugar. No ano seguinte, em março de 1992, a Shueisha publicou o romance de Suzumoto, intitulado Aitsu wa Dandelion (あいつはダンディー・ライオン), sob seu selo Cobalt Bunko. Em 1998, o romance de Suzumoto, Aoneko no Machi (青猫の街), ficou em segundo lugar na décima competição do Prêmio de Romance de Fantasia do Japão. Em 1999, a Key lançou seu primeiro romance visual, Kanon; o jogo teve um impacto tão grande em Suzumoto que ele se juntou à VisualArt's, a empresa editora sob a qual a Key está, em fevereiro de 2000 para trabalhar como escritor de cenários para as marcas da empresa.
Suzumoto começou trabalhando no cenário de Air, o segundo jogo da Key, lançado em 2000, e no mesmo ano trabalhou como assistente de cenário para Mamahaha Chōkyō da Giant Panda. Em 2001, Suzumoto novamente atuou como assistente de cenário para a Giant Panda em seu jogo Shoyakenjō e começou a trabalhar no próximo jogo da Key, Clannad, que só foi lançado em 2004. Também em 2001, Suzumoto foi empregado como assistente de cenário para o jogo Sakura no Ki Shita de da marca Words, que foi lançado em 2002, e naquele ano começou a trabalhar como assistente de cenário para o jogo Snow da Studio Mebius, lançado em 2003. Também em 2003, Suzumoto trabalhou como assistente de cenário novamente para a Giant Panda em seu jogo Oshikake Princess, lançado em 2004. Após concluir seu trabalho em Clannad, a última contribuição de Suzumoto para a Key foi como escritor de cenário para Planetarian: Chiisana Hoshi no Yume, lançado em 2004. Suzumoto continuou a trabalhar com marcas sob a VisualArt's até setembro de 2005, quando renunciou à empresa. Suzumoto escreveu um livro de estilo intitulado Novel Game no Scenario Sakusei Gihō (ノベルゲームのシナリオ作成技法), publicado em 24 de julho de 2006 pela Shuwa System, que descreve como escrever cenários para romances visuais. Em setembro de 2006, Suzumoto ingressou na empresa editora Aquaplus, conhecida por ser a empresa-mãe da Leaf. Em dezembro de 2006, o primeiro romance leve de Suzumoto, Die Nachtjäger, foi publicado pela SoftBank sob seu selo GA Bunko.